# Bhum
Bhum (o Bhoom) è una città dell'India di 17.510 abitanti, situata nel distretto di Osmanabad, nello stato federato del Maharashtra. In base al numero di abitanti la città rientra nella classe IV (da 10.000 a 19.999 persone).

## Geografia fisica
La città è situata a 18° 28' 0 N e 75° 40' 0 E e ha un'altitudine di nn m s.l.m..

## Società

### Evoluzione demografica
Al censimento del 2001 la popolazione di Bhum assommava a 17.510 persone, delle quali 9.088 maschi e 8.422 femmine. I bambini di età inferiore o uguale ai sei anni assommavano a 2.455, dei quali 1.349 maschi e 1.106 femmine. Infine, coloro che erano in grado di saper almeno leggere e scrivere erano 11.944, dei quali 6.862 maschi e 5.082 femmine.